# Фунтусово
Фунту́сово (рос. Фунтусово) — присілок у складі Таборинського району Свердловської області. Входить до складу Кузнецовського сільського поселення.
Населення — 49 осіб (2010, 64 у 2002).
Національний склад населення станом на 2002 рік: росіяни — 97 %.